# Dichapetalum sumbense
Dichapetalum sumbense är en tvåhjärtbladig växtart som beskrevs av F.J. Breteler. Dichapetalum sumbense ingår i släktet Dichapetalum och familjen Dichapetalaceae. Inga underarter finns listade i Catalogue of Life.